# 欧白英
欧白英（学名：Solanum dulcamara），为茄科茄属下的一个种。

## 扩展阅读
維基物種上的相關：欧白英